# Ataque de dicionário
Em criptoanálise e segurança de computadores, um ataque de dicionário é um tipo de ataque de força bruta destinado a burlar uma cifra ou mecanismo de autenticação com o objetivo de descobrir uma senha tentando centenas ou, algumas vezes, milhões de possibilidades, como por exemplo, palavras de um dicionário.

## Técnica
Um ataque de dicionário é caracterizado pela tentativa de todas as sequências de caracteres de uma lista predefinida normalmente derivada de uma lista de palavras como em um dicionário, daí o nome ataque de dicionário.
É diferente de um ataque de força bruta onde uma grande parte do campo de chaves é percorrido sistematicamente. Um ataque de dicionário somente tenta as possibilidades que se considera terem maior chance de sucesso.
Ataques de dicionário são bem sucedidos porque as pessoas tem a tendência de usar senhas curtas baseadas em palavras de uso comum ou senhas comuns, ou ainda variações simples dessas como por exemplo adicionar um dígito ou um caractér de pontuação.
Ataques de dicionário são relativamente fáceis de serem evitados: usando frases-passe ou escolhendo senhas que não sejam variações simples de palavras encontradas em dicionários comuns nem senhas comuns.

## Ataque precomputado / ataque rainbow table
É possível obter um bom ganho de tempo por espaço precomputando uma lista de hashes de palavras de dicionários e armazenando-a em um banco de dados usando o hash como chave. Isso exige um tempo considerável de preparação mas permite que o ataque em si seja executado com muito maior rapidez.